# Francisco Belda y Pérez de Nueros
Francisco Belda y Pérez de Nueros (El Coronil, 1859-Madrid, 1931) fue un financiero y escritor español, marqués consorte de Cabra.

## Biografía
Nacido el 30 de abril de 1859 en la localidad sevillana de El Coronil, fue subgobernador del Banco de España desde 1912. Rufino Blanco le describe como «correctísimo escritor, de exquisito gusto literario y de gran erudición». Publicó una monografía histórica titulada Una historia y un proyecto. La capilla del Obispo [de Madrid] (Madrid, 1896). además de otras obras, como una monografía sobre Felipe II y El patrón oro fantasma. Casado con la marquesa de Cabra, Rosa Méndez de San Julián, falleció en Madrid en la madrugada del 11 de enero de 1931 y fue enterrado en la sacramental de San Lorenzo.